# Liang Qichao
Liang Qichao (Chinees: 梁啟超) (Jiangmen, 23 februari 1873 – Peking, 19 januari 1929) (jiaxiang: Guangdong, Xinhui, Xiongzixiang, Chakengcun) was een Chinese geleerde, journalist, filosoof en hervormer tijdens de Qing-dynastie (1644–1911), die Chinese studenten inspireerde met zijn boeken en tijdschriften. Liang overleed op 55-jarige leeftijd als gevolg van ziekte in de Chinese hoofdstad Peking. Tegenwoordig wordt hij door de Chinese Communistische Partij gezien als een revolutionaire held die een grote bijdrage heeft geleverd aan het moderne China. Zijn huis in Jiaxiang wordt beschermd als cultureel erfgoed en gezien als een van de plaatsen die de lokale Jiangmense Communistische Jeugdvereniging zeker moet bezoeken.

## Biografie
Liang Qichao werd op 23 februari 1873 in het Xinhui´se dorpje Chakengcun geboren. Zijn vader, Liang Baoying (梁寶瑛), was een boer. Ondanks zijn achtergrond was Liang Qichao een goede scholier en na een paar jaar educatie kon hij naar de districtsschool.
Liang had twee echtgenotes in zijn leven. De eerste was Li Huixian (李惠仙) en de tweede (bijvrouw) was Wang Guiquan (王桂荃). Zij brachten negen kinderen voort. Drie van Liangs kinderen werkten bij de Chinese Academy of Sciences als wetenschappers.
In 1895 leidde Liang met andere revolutionairen de hervormingsbeweging: Gongche Shangshu. De beweging was een reactie op het zwakke bestuur van de Qing-keizer Guangxu die na het Verdrag van Shimonoseki veel geld en macht moest afstaan aan Japan. De hervormingsbeweging faalde na onderdrukking van keizerin-weduwe Cixi. Liang kreeg revolutionaire ideeën nadat hij in het oud-Chinese boek Shang Shu confucianistische regels las over democratie en staat. Hierdoor kwam hij als eerste persoon achter dat in de oude Chinese filosofie wel degelijk wordt gerept over democratie.
- Bibsys: 90547153
- Bibliothèque nationale de France: cb12413865v (data)
- CiNii: DA00794403
- Gemeinsame Normdatei: 118970070
- International Standard Name Identifier: 0000 0003 6863 757X
- Library of Congress Control Number: n81039682
- Nationale Bibliotheek van Letland: 000201917
- National Central Library: 1080970
- Bibliotheek van het Japanse parlement: 00314587
- Nationale Bibliotheek van Tsjechië: jn20040219011
- Nationale bibliotheek van Australië: 36730225
- Nationale Bibliotheek van Israël: 987007274350505171
- Nederlandse Thesaurus van Auteursnamen: 140466541
- Réseau des bibliothèques de Suisse occidentale: 02-A000104943
- LIBRIS: 71233
- SNAC: w66f3b3s
- Système universitaire de documentation: 033237913
- Trove: 1438123
- Union List of Artist Names: 500281669
- Virtual International Authority File: 9936296
- WorldCat: E39PBJkdmhPxBcWyCGtR8kJCcP